# Oxycera insolata
Oxycera insolata är en tvåvingeart som beskrevs av Kuhbandner 1984. Oxycera insolata ingår i släktet Oxycera och familjen vapenflugor.
Artens utbredningsområde är Turkiet. Inga underarter finns listade i Catalogue of Life.